# Slobozia (gmina Voinești)
Slobozia – wieś w Rumunii, w okręgu Jassy, w gminie Voinești. W 2011 roku liczyła 2384 mieszkańców.